# تیری گوونو
تیری گوونو (فرانسوی: Thierry Gouvenou‎؛ زادهٔ ۱۴ مهٔ ۱۹۶۹) دوچرخه‌سوار اهل فرانسه است.